# Obsjtina Kărdzjali
Obsjtina Kărdzjali (bulgariska: Община Кърджали) är en kommun i Bulgarien. Den ligger i regionen Kărdzjali, i den centrala delen av landet, 210 km sydost om huvudstaden Sofia.
Obsjtina Kărdzjali delas in i:
- Basjtino
- Beli plast
- Bojno
- Velesjani
- Visoka poljana
- Volovartsi
- Gluchar
- Gorna krepost
- Dăzjdovnitsa
- Entjets
- Zjinzifovo
- Zvinitsa
- Kalojantsi
- Kobiljane
- Konevo
- Kostino
- Kjosevo
- Makedontsi
- Miladinovo
- Most
- Murgovo
- Opăltjensko
- Ostrovitsa
- Penjovo
- Perperek
- Povet
- Prileptsi
- Rani list
- Rezbartsi
- Sedlovina
- Sipej
- Skalisjte
- Skalna glava
- Solisjte
- Stremtsi
- Tjeresjitsa
- Tjilik
- Tjiflik
- Sjiroko pole
- Goljama bara
- Krajno selo
- Zvezdelina
- Sokoljane
- Tri mogili
- Tsarevets
- Jastreb
- Ljuljakovo

Följande samhällen finns i Obsjtina Kărdzjali:
- Kărdzjali